# Военное министерство Российской империи
Военное министерство — высший орган центрального военного управления (центральный орган военного управления) в Российской империи в 1802—1917 годах.
Учреждено министерство на основании манифеста Всероссийского императора Александра I 8 сентября 1802 года. Военное ведомство занимало «дом со львами» напротив Исаакиевского собора. С 1802 года по 1815 год называлось Министерством военных сухопутных сил, однако краткое название должности главы военного ведомства «военный министр» официально использовалось с 1808 года.

## История
В 1802 году, при учреждении в России министерств, было образовано Министерство военных сухопутных сил, причём существовавшая до того времени Военная коллегия вошла в его состав без изменений. С 24 июня 1808 года министра военных сухопутных сил положено было именовать военным министром.
В 1812 году издано «Учреждение военного министерства», на основании которого (наряду с общим учреждением министерств) министерство должно было состоять из:
1. Департаментов артиллерийского, инженерного, инспекторского, провиантского, комиссариатского, медицинского и аудиторского.
2. Канцелярии.
3. Особых установлений — военно-учёного комитета, военно-топографического депо и военной типографии.

В Военном министерстве ведались все отрасли военного управления, кроме военно-учебных заведений, дела о которых сосредоточивались в канцелярии цесаревича Константина Павловича. Во главе министерства был поставлен военный министр (до 1808 года — министр военно-сухопутных сил), власть которого, исключительно исполнительная, состояла в том, что он «мог понуждать все подчинённые ему места и лица к исполнению законов и учреждений». Дела, требовавшие нового учреждения или важных перемен в уже существующих, а также хозяйственные дела рассматривались советом министра, состоявшим из директоров департаментов и членов от генералитета.
В 1815 году было издано Положение об управлении военного департамента, которым был образован Главный штаб Его Императорского Величества (Главный штаб Е. И. В.), подчинённый начальнику этого штаба; в состав его вошли военный министр и инспекторы артиллерии и инженерного корпуса. В штабе сосредоточены были все части военного управления. Военный министр, будучи подчинён начальнику главного штаба, имел в своём ведении лишь хозяйственную часть; ему были полностью подчинены департаменты комиссариатский, провиантский и медицинский, а артиллерийский и инженерный — только по употреблению сумм. Инспекторы артиллерии и инженеров, управляя департаментами, представляли сведения о хозяйственных делах военному министру, а об остальных — начальнику главного штаба.
Такое устройство военного министерства сохранялось, в главных чертах, до издания нового «Учреждения Военного министерства» (1836 год) и «Положения об управлениях генерал-фельдцейхмейстера и генерал-инспектора по инженерной части» (1838 год). Этими узаконениями звание начальника главного штаба Е. И. В. было упразднено; вновь учреждены военный совет и генеральный аудиториат; образованы канцелярии военного министерства и военно-походная. Главный штаб Е. И. В. получил несколько иной состав и в мирное время не составлял административной инстанции; в военное время он мог действовать только по особому высочайшему повелению. Власть военного министра значительно расширена: в его руках сосредоточилось главное начальство над всеми отраслями управления, и он стал единственным докладчиком государю по всем делам военного ведомства. В 1836 году учреждена была должность товарища военного министра, соединённая с званием начальника военной походной канцелярии Е. И. В. Должность эта существовала до 1861 года.
В 1859 году Комитет призрения заслуженных гражданских чиновников, образованный при Военном министерстве 21 февраля (5 марта) 1823 года, был передан в Собственную Его Императорского Величества канцелярию.
В 1862 году в Военном министерстве произведены были значительные перемены, при которых имелось в виду достигнуть большей децентрализации и некоторого сокращения в личном составе. Преобразования продолжались до 1866 года; в 1867 году издан новый штат Военного министерства, а 1 января 1869 года утверждено «Положение о военном министерстве». Главный штаб Его Императорского Величества был упразднён (1865 год), и осталась лишь Императорская Главная квартира. При военном совете было назначено состоять 5 главным комитетам: вновь образованным — военному госпитальному и военному тюремному, и существовавшим ранее — военному учебному, военному кодификационному и по устройству и образованию войск.
Из департаментов Генерального штаба и инспекторского и отделения генерального штаба военного учёного комитета был образован Главный штаб.
Артиллерийский департамент, штаб генерала-фельдцейхмейстера и артиллерийское отделение военного учёного комитета составили Главное артиллерийское управление.
Инженерный департамент, штаб генерал-инспектора и инженерное отделение военного учёного комитета были соединены в Главное инженерное управление.
Провиантский и комиссариатский департамент были слиты в Главное интендантское управление.
В 1863 году штаб Е. И. В. главного начальника военно-учебных заведений был введён в состав Военного министерства и соединён с управлением училищ военного ведомства под названием Главного управления военно-учебных заведений.
Генерал-аудиториат был преобразован в Главный военный суд. Медицинский департамент был переименован в Главное военно-медицинское управление; аудиториатский — в Главное военно-судное управление; управление иррегулярных войск — в Главное управление казачьих войск.
В 1905 году в России был образован независимый от Военного министерства, непосредственно подчинённый верховной власти, Совет государственной обороны. Министерство продолжало существовать и после Февральской революции (переворота) 1917 года.

## Состав
В состав Военного министерства входят на:

### 1907 год
- военный совет;
- главный военный суд;
- главное управление генерального штаба (с 1905 года);
- главный штаб;
- главное интендантское управление;
- главное артиллерийское управление;
- главное инженерное управление;
- главное военно-медицинское управление, с военным ветеринарным отделом;
- главное управление военно-учебных заведений;
- главное военно-судное управление у казачьих войск;
- Императорская главная квартира;
- канцелярия военного министерства;
- особое управление при генерал-инспекторе пехоты;
- особое управление при генерал-инспекторе артиллерии;
- особое управление при генерал-инспекторе кавалерии;
- особое управление при генерал-инспекторе инженерных войск;
- главный крепостной комитет;
- Александровский комитет о раненых[7].

### Печатные органы
Печатные органы:
- «Список генералам по старшинству»;
- «Военный сборник»;
- «Русский инвалид».

## Военные министры
Во главе военного министерства, организованного на строго бюрократическом начале, стоял военный министр, которому были непосредственно подчинены все отделы министерства и все отрасли военного управления. Вне непосредственного ему подчинения находились лишь военный совет и главный военный суд, в качестве законосовещательных органов по военному ведомству; но и здесь военный министр имел значительное влияние, так как он председательствовал в общем собрании военного совета и являлся единственным докладчиком законопроектов, выработанных в этих учреждениях.Ниже представлены персоны занимавшие данную воинскую должность, в скобках период времени (месяцы, годы):
- С. К. Вязмитинов (1802—1808);
- А. А. Аракчеев (1808—1810);
- M. Б. Барклай де Толли (1810—1812);
- А. И. Горчаков (1812—1815);
- П. П. Коновницын (1815—1819);
- П. И. Меллер-Закомельский (1819—1823);
- А. И. Татищев (1823—1827);
- Одновременно управлял Главным штабом Е. И. В. и военным Министерством А. И. Чернышев (1828—1832).
- А. И. Чернышев (1832—1852);
- В. А. Долгоруков (1852—1856);
- Н. О. Сухозанет (1856—1861);
- Д. А. Милютин (1861—1881);
- П. С. Ванновский (1881—1898);
- А. Н. Куропаткин (1898—1904);
- В. В. Сахаров (1904—1905);
- А. Ф. Редигер (1905—1909);
- В. А. Сухомлинов (1909—1915);
- А. А. Поливанов (1915—1916);
- Д. С. Шуваев (1916—январь 1917);
- М. А. Беляев (январь—март 1917).[12]